# Mega Man 4
Mega Man 4 (ロックマン 4 新たなる野望!! Rokkuman Fō Arata Naru Yabō!!?, Rockman 4: ¡¡Una nueva ambición!!) es un videojuego de plataformas y acción desarrollado por Capcom para Nintendo Entertainment System. Es el cuarto juego de la serie Mega Man original y se lanzó originalmente en Japón en 1991. El juego se localizó en América del Norte en enero siguiente y en Europa en 1993.
La historia del juego tiene lugar después de la tercera derrota y supuesta muerte del Dr. Wily, y presenta a la Tierra amenazada por un científico misterioso llamado Dr. Cossack y sus ocho "Robot Masters". Temiendo lo peor, el Dr. Light envía a Mega Man a salvar el mundo una vez más. Mega Man 4 lleva a cabo la misma acción y jugabilidad de plataformas que los primeros tres juegos, en los que el jugador completa una serie de etapas en cualquier orden y agrega el arma del jefe de cada etapa al arsenal de Mega Man. Una característica adicional notable es el "New Mega Buster" (a menudo abreviado como "Mega Buster"), un cañón de brazo mejorado que permite al jugador cargar un disparo normal en una explosión mucho más poderosa. El equipo de desarrollo era consciente de que esta innovación cambiaría la sensación general del juego.
Mega Man 4 fue relanzado en la PlayStation japonesa, PlayStation Network y teléfonos móviles; la Mega Man Anniversary Collection de América del Norte; y en todo el mundo en la consola virtual para 3 sistemas Nintendo (Wii, Nintendo 3DS y Wii U)

## Historia
Mega Man 4 tiene lugar en un año no especificado durante el siglo XXI, descrito como el año "20XX". Un año después de los eventos de Mega Man 3, un misterioso científico ruso llamado Dr. Cossack desata un ejército de robots con la intención de dominar el mundo, al igual que el Dr. Wily antes que él. El Dr. Light llama a su propia mayor creación, el héroe Mega Man, para perseguir a los Robot Masters de Cossack, que han tomado el control de ocho ciudades. También equipa a Mega Man con el nuevo Mega Buster, que desarrolló en secreto.
Tras derrotar a los ocho Robot Masters: Toad Man, Bright Man, Pharaoh Man, Ring Man, Dust Man, Skull Man, Dive Man y Drill Man, Mega Man se dirige a la fortaleza helada de Cossack. Sin embargo, en medio de su batalla con Cossack, el hermano de Mega Man, Proto Man, se teletransporta con la hija de Cossack, Kalinka. La niña le ruega a Mega Man que deje de pelear con su padre y explica que el Dr. Wily la secuestró y obligó a su padre a construir un ejército de robots. Con el plan de Wily deshecho por Proto Man, sale de las sombras. Mega Man persigue a su némesis y lucha a través del castillo del científico Wily, pero Wily logra escapar al final. Mega Man escapa cuando la fortaleza comienza a autodestruirse y viaja a casa en la parte superior de un tren que pasa, donde es recibido por Roll y Rush.

## Jugabilidad
Mega Man 4 presenta una jugabilidad similar a los tres juegos anteriores. El jugador debe completar una serie de ocho etapas en el orden que elija el jugador. El protagonista, Mega Man, puede correr, saltar, disparar y escalar para superar obstáculos y enemigos; el juego también conserva la habilidad de deslizamiento que debutó en Mega Man 3. Al final de cada etapa hay un jefe Robot Master. Al derrotar a un Robot Master, Mega Man obtiene el arma distintiva del Robot Master, que luego puede ser utilizada por el jugador en etapas posteriores. Una vez que se destruyen los ocho Robot Masters, se deben completar dos conjuntos separados de etapas lineales para terminar el juego. Una adición importante al juego en Mega Man 4 es el "Mega Buster", una versión mejorada del cañón de brazo de Mega Man. Al mantener presionado el botón de disparo, el jugador ahora puede cargar un disparo, lo que resulta en una explosión mucho más poderosa que el disparo estándar. Esta característica se utilizó más tarde en encarnaciones posteriores de la franquicia.
El perro del héroe, Rush, regresa de Mega Man 3 con la capacidad de transformarse en los modos "Coil", "Jet" y "Marine" para navegar por diferentes entornos. Aparte de Rush, dos elementos de apoyo adicionales llamados "Wire Adaptor" y "Balloon Adaptor" también ayudan al jugador a alcanzar áreas que normalmente no son accesibles. Sin embargo, estos adaptadores ocultos deben encontrarse en las etapas en lugar de ser premiados por derrotar a un Robot Master. Al igual que las armas maestras, los tres modos Rush y los dos adaptadores están limitados a una cantidad de poder de arma que se agota cuando está en uso. El personaje "Flip Top" Eddie se presenta en Mega Man 4. Eddie, que pasó a aparecer en juegos posteriores de Mega Man, proporciona al jugador un elemento aleatorio (como salud, municiones o un E-Tank) en puntos designados en algunos de los niveles.

## Desarrollo
El artista de la serie Mega Man, Keiji Inafune, acreditado como "Inafking", declaró que el equipo de desarrollo tuvo muy pocos problemas mientras trabajaba en Mega Man 4. Inafune diseñó al Dr. Cossack y Kalinka como dos nuevos personajes de la historia del juego. Cossack, que originalmente se llamaba "Dr. Vice", se hizo mucho más joven que el Dr. Light y el Dr. Wily. Inafune también consideró darle rasgos estadounidenses, pero se decidió por las influencias de Rusia. Kalinka se creó porque ya existían muchos personajes masculinos en la serie en este momento. Sin embargo, Inafune no tenía la intención de que los jugadores la compararan con Roll, la hermana de Mega Man. La idea de Eddie surgió originalmente durante el desarrollo de Mega Man 2. Eddie fue diseñado como un personaje secundario que "se comportaría como una lotería", sorprendiendo gratamente o decepcionando al jugador con el objeto que le da a Mega Man.
Mega Man 4 fue el primer juego de la serie para Hayato Kaji, acreditado como "K. Hayato", un diseñador prominente de muchos juegos posteriores de Mega Man. Kaji fue responsable del Mega Buster con carga, una mecánica de jugabilidad que se convertiría en un elemento básico de la serie. "Sabíamos que agregar una carga de dos o tres niveles cambiaría todo el sabor del juego en algunos aspectos, y éramos muy conscientes de eso", explicó Inafune. Los Robot Masters de Mega Man 4 son el resultado de un concurso de diseño para fans celebrado en Japón. Con más de 70.000 envíos de personajes, el equipo de desarrollo pasó un período prolongado de tiempo reduciéndolos a solo ocho jefes. Según Kaji, el equipo quedó muy satisfecho con muchos de los diseños elegidos y casi no se realizaron cambios en sus ilustraciones originales. Quedaron tan impresionados con Skull Man que desecharon un nivel completo que se estaba creando solo para poder reiniciarlo y dedicarlo a ese Robot Master. Cada uno de los ocho concursantes ganadores del concurso de diseño recibió una edición especial de "cartucho dorado" de Mega Man 4. Como solo existen ocho de estos cartuchos, son extremadamente raros y alcanzan un gran precio de coleccionista en la actualidad. La partitura musical de Mega Man 4 fue compuesta por Minae Fujii, acreditada como "Ojalin", mientras que la programación de sonido y los efectos de sonido fueron manejados por Yasuaki Fujita, acreditado como "Bun Bun", quien había compuesto la banda sonora de Mega Man 3 el anterior año.

## Recepción y legado
Mega Man 4 ha recibido críticas en su mayoría positivas. Reseñas contemporáneas con el lanzamiento del juego por la revista estadounidense Nintendo Power y las publicaciones del Reino Unido Nintendo Magazine System y Total! todos encontraron que Mega Man 4 tiene gráficos, sonido y jugabilidad de alta calidad. Sin embargo, también notaron una mejora muy pequeña con respecto a las entradas anteriores de la serie. GamePro quedó satisfecho con la falta de cambios. "Mega Man 4 continúa la tradición: robots malvados enloquecidos, buenos gráficos de personajes, excelente arte de fondo y música deformada y mecánica", dijo el crítico. "Cuando tienes un buen juego, ¿por qué hacer cambios radicales? Capcom se apega a los planos de Mega Man 4, garantizando la felicidad para los fanáticos de Mega Man en todas partes". Mega Man 4 entró en la lista de los "100 mejores juegos de NES" de IGN en el número 95, con el escritor Matt Casamassina elogiando su intento de mejorar la narrativa y una experiencia esencialmente similar a los primeros tres juegos de Mega Man. Lucas M. Thomas de IGN declaró que, como título independiente, el juego es una de las mejores experiencias disponibles en la biblioteca de NES, aunque no en comparación con sus predecesores superiores. Disfrutó del uso de un segundo conjunto de niveles de castillo para extender significativamente la duración del juego, una tradición que se continúa con los siguientes dos títulos de la serie.
Numerosos periodistas y entusiastas de los videojuegos, incluidos Thomas, Craig Skistimas de ScrewAttack, los editores de GameSpot Christian Nutt y Justin Speer, y Jeremy Parish de 1UP.com, se refieren a la cuarta entrega como un punto de inflexión para la calidad de los títulos de la serie Mega Man. Nutt y Speer admitieron que la serie estaba empezando a deteriorarse con este juego, probablemente debido a la creciente reputación del Super Nintendo Entertainment System más poderoso en el momento de su lanzamiento. Parrish proclamó: "Aquí es donde la serie comienza a descarrilarse un poco: la falsificación del Dr. Wily fue una tontería, la música era terrible, los jefes y las armas no estaban inspirados, y la capacidad de cargar el Mega Buster es a menudo citado como una innovación que rompe el juego ". Thomas identificó al Mega Buster imputable como interrumpir el equilibrio del juego e inutilizar muchas de las armas maestras, uno de los conceptos que distinguen a los juegos de Mega Man de otros juegos de plataformas de acción.
Mega Man 4 fue relanzado para PlayStation como parte de la serie Rockman Complete Works en 1999. Esta versión del juego cuenta con un "modo de navegación" especial que guía a los jugadores a través de cada nivel y ha organizado remezclas de música.  Se lanzó una versión de la edición Complete Works para PlayStation 2 y Nintendo GameCube en 2004 y para Xbox en 2005, como parte de la exclusiva de Norteamérica Mega Man Anniversary Collection. La versión de NES también se ha vuelto a publicar en teléfonos móviles japoneses i-mode en 2005, en todo el mundo en el servicio de consola virtual descargable de Wii en 2010 y en la PlayStation Network japonesa en 2011.
Los elementos del juego se incluyeron en la serie Mega Man de Archie Comics, con Pharaoh Man, Dr. Cossack y Kalinka introducidos en el arco de la cuarta historia, "Spiritus Ex Machina" en lugar de una adaptación del juego. Más tarde, Bright Man también se presentó temprano, con los cosacos y los Robot Masters haciendo apariciones recurrentes a lo largo de la serie antes de que hiciera una pausa. Los números finales de la serie llevaron a los eventos del juego, con Proto Man ayudando a regañadientes al Dr. Wily a secuestrar a Kalinka y al Dr. Cossack lanzando su ataque Robot Master y haciendo su declaración de guerra. El número 55, el último número antes de la pausa, también presentó al Dr. Light experimentando una visión de los eventos futuros, incluido el conflicto entre Mega Man y los Robot Masters de Cossack.